# Marisa Sannia (album)
Marisa Sannia è il primo album della cantante italiana Marisa Sannia, pubblicato nel 1968 dalla Fonit Cetra.

## Tracce
Lato A
1. Casa bianca (Don Backy, Detto Mariano, E. La Valle)
2. Sono innamorata (ma non tanto) (Sergio Bardotti, Sergio Endrigo)
3. Non è questo l'addio (S. Endrigo)
4. Quando torni (Bruno Lauzi)
5. Una cartolina (S. Endrigo)

Lato B
1. Sarai fiero di me (Franco Migliacci, Bruno Zambrini, Luis Bacalov)
2. Tutto o niente (S. Endrigo)
3. Gli occhi miei (Mogol, Carlo Donida)
4. E se qualcuno si innamorerà di me (La playa) (Daniele Pace, Pierre Barouh, J. Van Wetter)
5. Lo sappiamo noi due (S. Bardotti, S. Endrigo)